# Leokadia Bogdan
Leokadia Bogdan również Helena Bogdan (ros. Леокадия Ивановна Богдан również Eлeна Ивановна Богдан, ur. 5 maja 1931 we wsi Lipszczany na Suwalszczyźnie, zm. 26 lipca 1999 w rejonie grodzieńskim) – pracownica kołchozu i sowchozu w rejonie grodzieńskim, przodownica pracy i Bohater Pracy Socjalistycznej (1966).

## Życiorys
Leokadia Bogdan była Polką. W 1949 ukończyła szkołę, później pracowała w zakładzie piwowarskim, w 1956 wróciła na wieś, gdzie od 1957 pracowała przy hodowli świń i karmieniu ich w kołchozie i następnie w sowchozie. Za wyróżnianie się w pracy (za osiągnięcia w rozwoju hodowli zwierząt, zwiększaniu produkcji i zaopatrzenia w mięso, mleko, jaja, wełnę i inne produkty) otrzymała 22 marca 1966 tytuł Bohatera Pracy Socjalistycznej i Order Lenina. Przy hodowli świń pracowała do przejścia na emeryturę. W latach 1963–1967 była deputowaną do Rady Najwyższej Białoruskiej SRR.